# Średni Groń (Pieniny)
Średni Groń (756 m) – szczyt Pienin Czorsztyńskich położony na północ od grani głównej tych gór, nad wsią Tylka (obecnie jest to część Krościenka nad Dunajcem w województwie małopolskim, w powiecie nowotarskim, gminie Krościenko nad Dunajcem). Znajduje się w grzbiecie odbiegającym na północ od Łączanej do Gronia (675 m). Grzbiet ten oddziela dolinę Białego Potoku od doliny jego dopływu – Zagrońskiego Potoku.
Średni Groń znajduje się w Pienińskim Parku Narodowym. Jest porośnięty lasem. W grzbiecie łączącym go z Łączaną są dwie polany; na stokach zachodnim polana Pod Forendówką, na wschodnich polana Forendówki.
Nazwa groń pochodzi od Wołochów i jest często spotykana w Karpatach w różnych językach. W języku rumuńskim grui oznacza „szczyt”. W gwarze podhalańskiej groń oraz w gwarze górali śląskich gruń to „wyniosły brzeg rzeki lub potoku”.

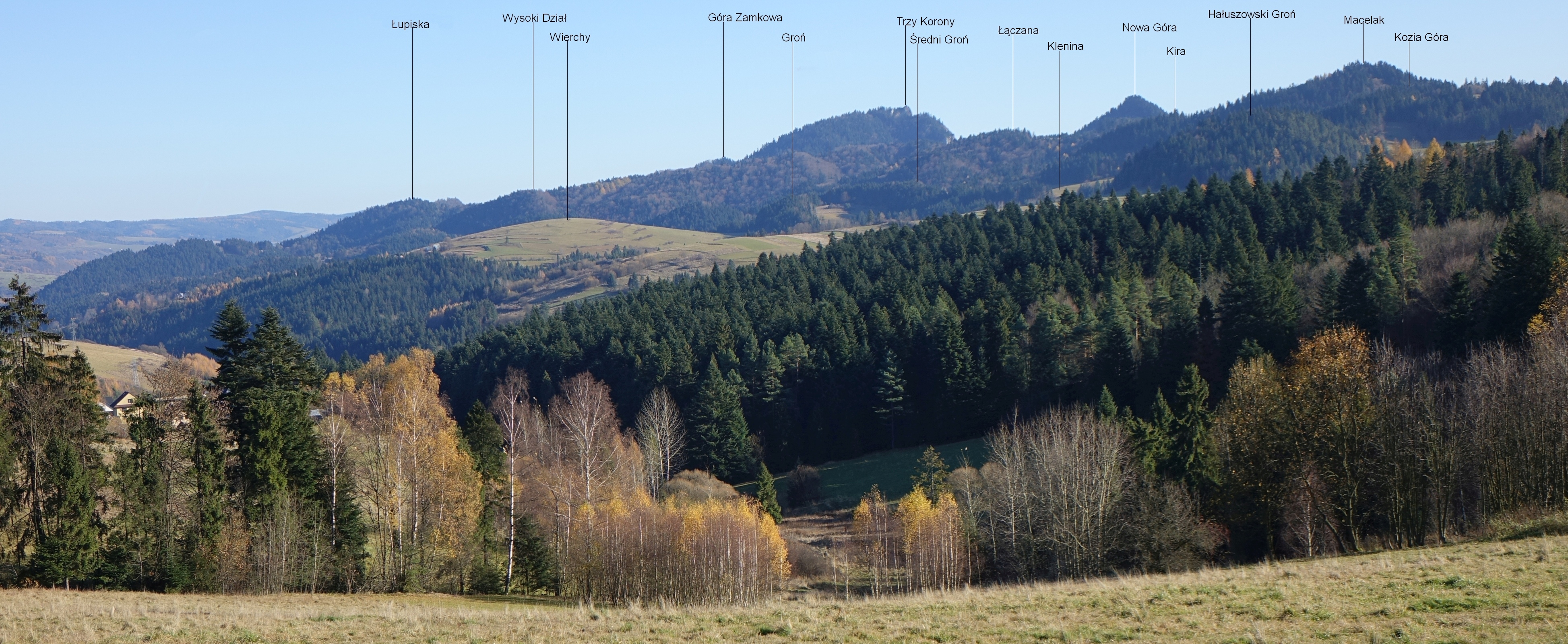
Widok na Groń i inne szczyty Pienin od zachodu, z szosy nad Krośnicą